# Francesco III Gattilusio
Francesco III Gattilusio fue el señor de Tasos. Era el hijo de Dorino I de Lesbos y su esposa Orietta Doria. 
Se casó con su prima, una hija no identificada de su tío Palamedes de Eno y su esposa Valentina, pero no tuvieron descendencia.